# Arboretum Antsokay
Arboretum d'Antsokay je botanični vrt v bližini mesta Toliara na [[Madagaskar]gju. V Arboretumu raste okoli 900 rastlinskih vrst, od katerih jih je 90 % endemičnih za Madagaskar, 80 % jih velja za zdravilne in mnogim grozi izumrtje. Lonely Planet in Rough Guides navajata Arboretum kot glavno atrakcijo v mestu Toliari.
Arboretum je tik ob cesti RN7, približno 12 km jugovzhodno od mesta in le 6 km od letališča Toliara.
V Auberge de la Table je center za interpretacijo, majhen muzej (s kamni, fosili in jajcem Aepyornis), razstava glasbil in lokalnih obrti, trgovina, restavracija in nastanitev za obiskovalce. Vodeni ogledi so na voljo v angleščini.
Arboretum Antsokay sodeluje pri projektih ohranjanja s kraljevimi botaničnimi vrtovi Kew, WWF in CEPF.

## Geografija
Antsokay Arboretum je sredi območja naravnega bodičastega gozda, puščavskega habitata, edinstvenega za Madagaskar, in meri 400.000 kvadratnih metrov. Geologija je apnenec in rdeč pesek z nizko vsebnostjo kalcija. Antsokaha je ime regije in v malgaščini pomeni 'kreda'. Od zahodne obale Madagaskarja in Mozambiškega preliva je oddaljen 3 km ter blizu majhne gore, imenovane La Table. To je 2 km severno od Kozorogovega povratnika.

## Rastlinstvo in živalstvo
Rastline so: mira Commiphora, baobab, Didierea madagascariensis, Kalanchoe, Pachypodium in Alluaudia procera.
V Arboretumu živijo mišji lemurji. Tam so opazili tudi 34 vrst ptic in 25 vrst plazilcev. Ptice so Rdečeglavi coua (Coua ruficeps), Madagaskarska vetriga (Falco newtoni) in zeleni čebelar (Merops superciliosus). Arboretum je odigral pomembno vlogo pri prizadevanjih za ohranitev sevane želve (Astrochelys radiata), ki je zelo ogrožena vrsta v južnih puščavah.

## Zgodovina
Švicarski botanik in naravovarstvenik, Herman Petignat, je leta 1980 ustanovil Arboretum. Njegov sin Andry upravlja arboretum od leta 2003.
Kot poroča Botanic Gardens Conservation International, se je pobudnik projekta na površini 40 hektarjev, obdanih z zelenjavnimi živimi mejami, potrudil, da bi najbolj ogrožene rastlinske vrste razmnožil in pomnožil bodisi s setvijo, rezanjem ali presajanjem, da bi ohranil večino pred nenehnim krčenjem gozdov, gozdnimi požari in roparji.
Hermanu Petignatu je pri odkrivanju več rastlinskih vrst pomagal Werner Rauh. Te vrste so bile Euphorbia spinicapsula, Euphorbia kamponii, Euphorbia suzannae-marnierae in Aloe ruffingiana. Ceropegia petignatii in Cynanchum petignatii je Rauh poimenoval po Petignatu.
- Pachypodium v Arboretumu leta 2012
- Didierea v Arboretumu leta 2012
- Bradavičasti kameleon v Arboretumu 2018
- Aloe vaombe